# Carta d'identità cipriota
La carta d'identità cipriota viene rilasciata ai cittadini di Cipro. Può essere utilizzato come documento di viaggio quando si visitano paesi in Europa (tranne Bielorussia, Moldavia (vecchia versione), Russia, Ucraina e Regno Unito), nonché territori francesi d'oltremare, Montserrat e Georgia. Questo documento non è valido per viaggiare in Turchia.
Nel febbraio 2015 la Repubblica di Cipro ha iniziato a rilasciare carte d'identità biometriche.
Ad agosto 2020 è iniziata l'emissione di nuove carte d'identità conformi ai nuovi standard UE previsti dal Regolamento 2019/1157.

## Aspetto fisico
Fronte

### Pagina di informazioni sull'identità
Le carte d'identità cipriote includono i seguenti dati:
Il colore dell'attuale carta d'identità cipriota è una leggera sfumatura di ciano. Lo stemma di Cipro si trova al centro su entrambi i lati della carta. In alto a sinistra del lato anteriore, il nome della Repubblica di Cipro è stampato in inglese, greco (Κυπριακή Δημοκρατία [cipɾiaˈci ðimokɾaˈti.a]), e turco (Kıbrıs Cumhuriyeti [ˈkɯbɾɯs d͡ʒumhuɾijeˈti]), ed è situato a destra di uno stemma in scala di grigi più piccolo. Le carte emesse ai sensi del regolamento 2019/1157 presentano la bandiera dell'Europa con il codice paese di due lettere di Cipro, CY, stampato in negativo sotto il numero della carta. La tessera ha una validità di 10 anni (5 anni per i minori di 18 anni) dal momento del rilascio.
- Foto del titolare della carta
- Numero carta
- Nome
- Cognome (fabbro)

Retro
- Sesso
- Data di nascita
- Luogo di nascita
- Nazionalità
- Nome del padre
- Nome della madre
- Cognome da nubile della madre
- Data di Emissione
- Data di scadenza

L'acquisizione e il possesso di una carta d'identità è obbligatoria per tutti gli aventi diritto di età pari o superiore a 12 anni.

## Carta d'identità nazionale per stranieri di Cipro
La carta d'identità per stranieri cipriota veniva rilasciata a cittadini di altri Stati membri dell'UE o cittadini di paesi terzi, che al momento della domanda erano residenti legali nella Repubblica. È ancora praticamente utilizzato a Cipro per l'identificazione personale; tuttavia non può essere utilizzato come documento di viaggio. L'ultima è la ragione principale per cui il governo di Cipro ha smesso di rilasciare tali carte d'identità agli stranieri nell'aprile 2011 poiché i titolari di tali documenti d'identità avevano l'impressione che, in quanto residenti legali di un paese membro europeo, avrebbero potuto utilizzare i loro documenti d'identità per viaggiare all'interno dell'UE.
Il dipartimento del registro civile e della migrazione ha annunciato nel 2011 che il ministero dell'Interno stava cercando di introdurre un nuovo tipo di carta per sostituire la fastidiosa carta d'identità cipriota non nazionale. Si chiamerà carta di soggiorno e sarà simile a una carta d'identità.

## Carte d'identità dei cittadini di Cipro del Nord
Le carte d'identità di Cipro del Nord sono rilasciate ai cittadini dell'omonima Repubblica Turca di Cipro del Nord, riconosciuta solo dalla Repubblica di Turchia. I cittadini di Cipro del Nord sono persone a cui è stata concessa la cittadinanza dal governo di Cipro del Nord, istituito a seguito dell'occupazione di Cipro da parte della Turchia nel 1974, la cui causa aveva diviso le comunità greca e turca dell'isola a partire dall'anno 1963.
A causa del suo status non riconosciuto dalla maggior parte dei governi nazionali, i titolari di carte d'identità o passaporti nord-ciprioti non hanno il diritto alla libera circolazione. Questi documenti d'identità possono essere utilizzati come documenti di viaggio quando si entra in Turchia o nella Repubblica di Cipro attraverso i punti di controllo ufficiali.
È importante notare che ogni turco-cipriota ha diritto alla cittadinanza della Repubblica di Turchia, tuttavia molti turco-ciprioti che sono nati a Cipro e possono rintracciare la loro residenza cipriota e legale prima della partizione possono richiedere e ricevere un passaporto cipriota dalla Repubblica riconosciuta di Cipro.